# Hippolyte Copaux
Hippolyte Eugène Copaux est un chimiste français né le 9 mars 1872 à Paris et mort le 28 août 1934 à Étampes. 

## Biographie
Licencié ès sciences de la Faculté des sciences de Paris, ingénieur diplômé de l'École municipale de physique et de chimie industrielles (aujourd'hui ESPCI Paris) en 1895 (11e promotion). Il est promu officier de la Légion d'honneur en 1933.
Il fut chef adjoint de travaux pratiques à l'École de Chimie de Paris, puis professeur de chimie générale à l'ESPCI, et enfin directeur des études de l'ESPCI de 1926 à 1934, sous la direction du physicien Paul Langevin. Il était également vice-président de la Société chimique de France, membre du Conseil de perfectionnement de l'École nationale du pétrole, Conseil scientifique de la Société des Phosphates tunisiens, président du Comité technique de Chimie de l'Office National des Recherches et des Inventions.
Son père meurt alors qu'il est très jeune ; il est alors élevé par sa mère. Celle-ci l'envoie suivre l'enseignement des Frères Maristes, qui l'encouragent à se tourner vers la littérature. Contre leurs attentes, il se dirige vers la chimie et entre en 1892 (11e promotion) à l'École municipale de physique et de chimie industrielles (aujourd'hui ESPCI Paris). Il en sort major en 1895.
Dès la sortie de l'École, il devient assistant spécial à Henri Moissan jusqu'en 1897. Il reçoit à cet honneur la licence-ès-sciences physiques de la Faculté des Sciences de Paris en 1896.
Il se marie avec Marie Migneau en 1900. La même année, il rejoint le département de chimie analytique de l'ESPCI, où il conduit son doctorat. Il est diplômé docteur-ès-sciences physiques en 1905.
En 1910, il est nommé professeur en chimie Générale puis directeur des études de l'ESPCI en 1926. Il occupe ce poste jusqu'à sa mort en 1934.

## Travaux
Hippolyte Copaux travaille au début sur la chimie minérale et la cristallographie. Il détermine en particulier les propriétés physique du cobalt métallique,, en 1902. Il prépare et étudie des sels sequioxydes de cobalt, en particulier le sélénure de cobalt, l'acetate de cobalt, le protoxyde de cobalt, ainsi que des cobalti-oxalates de métaux alcalins,.
Il étudie également les molybdates et les complexes de tungstène : les silicomolybdates métalliques,,, comme les silicomolybdates de potassium et d'argent, des silicotungstates, borotungstates et métatungstates,,.
Pendant la première guerre mondiale, Copaux travaillait à l'Office National des Recherches et des Inventions, en tant que directeur du Département de Chimie. Il y a développé un procédé pour la préparation rapide d'acide phosphorique. En 1919, il met au point une méthode pour obtenir de l'oxyde de beryllium à partir de béryl. Celle ci facilite la séparation des impuretés et est encore la base de la production de beryllium. Elle consiste à traiter le béryl avec du flosilicate de sodium à 850 °C, pour obtenir du fluoberyllate de sodium, qui est solube dans l'eau bouillante.

## Récompenses
Hippolyte Copaux est lauréat du prix Houzeau de l'Académie des sciences en 1923, pour ses travaux de chimie minérale.
Il est fait chevalier de la Légion d'honneur en 1923 puis promu officier en 1933.

## Publications notables
- Recherches expérimentales sur le cobalt et le nickel: étude chimique et cristallographique des silicomolybdates, H. Copaux, Paris, Gauthier-Villars, 1905.
- Fixation de quelques poids atomiques contestés par la méthode de transparence aux rayons X, L. Benoist et H. Copaux, Paris, Masson, 1914.
- Les conserves de viande du camp retranché de Paris, A. Kling, H. Copaux, Paris, Gauthier-Villars et Cie, 1914.
- Introduction à la chimie générale: lois fondamentales de l'atomisme et de l'affinité exposées à des chimistes débutants, H. Copaux, Paris, Gauthier-Villars et Cie, 1919.
- Chimie minérale (tome 1 et 2), description des éléments chimiques et leurs propriétés, H. Copaux, H. Perpérot, Paris, A. Colin, 1925.
- Cinquantième anniversaire de la fondation de l'école de physique et de chimie industrielles de la ville de Paris: 1882-1932, H. Copaux, Paris, Impression Maréchal, 1933.
- Ville de Paris: École municipale de physique et chimie industrielles, cinquante années de science appliquée à l'industrie 1882-1932, Hippolyte Copaux, Paris, École municipale de physique et de chimie industrielles, 1934.
- In memoriam: Gustave Bémont, discours de Paul Langevin, Justin Dupont et H. Copaux, 1932.

Il a également écrit plusieurs chapitres du Traité de chimie minérale de Moissan (1904).